# لويس ميرفي (سياسي)
لويس ميرفي هو سياسي كندي، ولد في 24 سبتمبر 1913 في سانت جون في كندا، وتوفي في 1995. نشط حزبياً في الجمعية الليبرالية لنيو برونزويك ‏.